# Lassie a les muntanyes de casa
 Lassie a les muntanyes de casa  (títol original en anglès: Hills of Home) és una pel·lícula estatunidenca dirigida per Fred M. Wilcox el 1948. Ha estat doblada al català

## Argument
Escòcia, segle xix. Tant de dia com de nit, tots els dies, el doctor MacLure recorre valls i pujols per anar a cuidar els seus malalts. Un dia, en pagament de les seves nombroses visites, el granger Milton li dona una gossa Collie, Lassie. Però l'animal té por de l'aigua i són nombrosos els rius a travessar en el recorregut del bon doctor...

## Repartiment
- Edmund Gwenn: Dr. William MacLure
- Lumsden Hare: Lord Kilspindie
- Donald Crisp: Drumsheugh
- Tom Drake: Tammas Milton
- Janet Leigh: Margit Mitchell
- Rhys Williams: M. Milton
- Reginald Owen: Hopps
- Alan Napier: Sir George
- Pal: interpreta el paper de Lassie, és una gossa Collie